# Neaspilota wilsoni
Neaspilota wilsoni es una especie de insecto del género Neaspilota de la familia Tephritidae del orden Diptera.

## Historia
Blanc y Foote la describieron científicamente por primera vez en el año 1961.